# Transporte ferroviário em Nauru

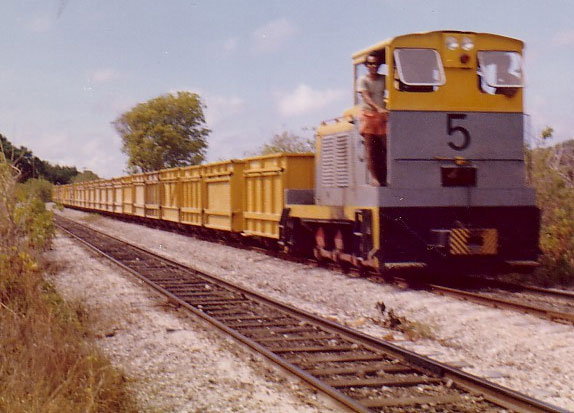
Trem em serviço no ano de 1975

O transporte ferroviário em Nauru é usado para transportar o fosfato do interior das refinarias até a costa oeste da ilha, no distrito de Aiwo. Para esse propósito, uma ferrovia de 3,9 km foi construída pela Companhia de Fosfato do Pacífico [en] em 1907.
A linha foi construída na época colonial alemã, no início do século XX, por engenheiros daquele país. A gestão foi confiada à Companhia de Fosfato do Pacífico, empresa britânica de mineração de fosfato. Em 1920, após a perda da Primeira Guerra Mundial pela Alemanha e a transferência de todas as colônias, a gestão ferroviária passou à Comissão Britânica de Fosfato [en]. Com o quase esgotamento das reservas de fostato de Nauru, o futuro da ferrovia é incerto. Os trens ainda circulavam em meados de 2008.